# 蘭伯特冰川
蘭伯特冰川（英語：Lambert Glacier）是南極洲的冰川，位於東部南極洲，長400公里、寬80公里，是全世界最長和最大型的冰川，最終注入阿梅里冰架，該冰川在1956年被發現。